# Great Lakes Storm
Great Lakes Storm fue un equipo de baloncesto que jugó en la Continental Basketball Association entre 2001 y 2005, con sede en la pequeña ciudad de Birch Run, Míchigan, situada entre Flint y Saginaw. Disputaba sus partidos en el Birch Run Expo Center, con capacidad para 2.500 espectadores.

## Historia
El equipo se fundó en 2001 en la vecina localidad de Flint, con la denominación de Flint Fuze, para pasar al año siguiente a Birch Run, con la denominación de Great Lakes Storm.

## Temporadas
| Temporada | Liga | Denominación      | PJ | G  | P    | %  | Posición      |
| --------- | ---- | ----------------- | -- | -- | ---- | -- | ------------- |
| 2001-02   | CBA  | Flint Fuze        | 17 | 23 | 42,5 | 3º | -             |
| 2002-03   | CBA  | Great Lakes Storm | 19 | 29 | 39,6 | 4º | -             |
| 2003-04   | CBA  | Great Lakes Storm | 15 | 33 | 31,3 | 6º | -             |
| 2004-05   | CBA  | Great Lakes Storm | 28 | 20 | 58,3 | 1º | Semifinal CBA |

## Jugadores célebres
- Doug Smith
- Kasib Powell
- Cedric Henderson
- Mark Jones
- Tyson Wheeler
- Ira Newble